# ウッディケーン
『ウッディケーン』は月刊『コミックボンボン』2002年3月号から2003年5月号まで連載されていた横内なおきの漫画。全3巻で全18話である。後に新装版が上下巻で登場。

## 概要
元々作者がバイト時代に書いていたもの。それをギャグテイストにしたものが読みきり漫画として掲載されたのが始まり。実質横内なおきのデビュー作であり、元は『サイボーグクロちゃん』以前の作品である。
なお、本作品を始めるために、前作『サイボーグクロちゃん』を終わらせたと作者自身が語っている。後年、ファンサイト宛に作者自身が本作品の主人公であるケン太と、前作のメインキャラクターであるクロ、マタタビ、ナナが共演している一枚のイラストを送っている。
本誌での最終回は運動会のエピソードで終了したが、残りのエピソードは単行本に収録された。これは作者が単行本における最大限の残りページを確認して、好き勝手に描いたものだといい、ノーギャラだった。
2016年10月より新装版が上下巻で登場。「ウッディケーンvs.サイボーグクロちゃん」という特別編が描き下ろしで追加される。 

## あらすじ
新米教師「ケン太」は、「6年Z組」の担任に就任する。しかし、Z組とはクラスになじめなかった子供や問題児を集めた史上最悪のクラスで、おまけに登校している生徒はタエ子ただ一人という酷い状況であった。そんな唯一の生徒タエ子とともに彼女の秘密の場所にやってきたケン太は、ふとしたことでハゲタカ組が輸送中であった「イグドラシル」の下敷きになり、なんと木製人間になってしまった。この物語は駄目教師ケン太が、木製ヒーロー「ウッディケーン」となり、紆余屈折しながらも、生徒のためのヒーローとして戦っていく姿を描く。

## 登場人物

### 6年Z組
大森ケン太
Z組の担任となった新米の教師。
クラスメートたちを迎えにいく際、偶然にもイグドラシルと融合してしまい、ハゲタカ組に追われる身となってしまう。
温厚かつ実直な性格で、非常に正義感の強い人物だが、その正義感が仇となって一度教師をクビになっている。基本的に自分に自信が無いので気弱であり、漫画開始当初はとても弱々しい大人として描かれていた。しかし後半になるに連れて自分に自信というものを持ち始め、強気な発言を堂々と言えるようにまでなった。
木製人間な為、身体のそこら中が木でできており、初めて見た生徒から「モクメ」と言われるようになった。なお、木製人間の為、火に対して非常に弱く、胃袋がないので食事が出来ず（後に可能になる）足から栄養を吸収して生きる。体は木製であるゆえに伸ばしたり小さくしたりすることができ、どこかが切り取られても頭を中心として再生することが可能。
書き下ろし最終回では、コピーイグドラシルを止めるべく、逆に吸収。チビッコ愚連隊の帰る家・WOODY KENとなる。
相田タエコ
Z組で唯一しっかりと登校していた女子生徒。係は飼育当番。
Z組に送られる前は真面目が取り柄の優秀な生徒であったが、同級生の親父狩りを目撃、共犯とされてしまう。そして彼等の世間体を考えた結果、彼女がその罪を全て背負わされたため、この犯罪行為をキッカケにZ組へと送られてしまう。最初はとてもやる気が無さそうな顔ばかりしていたが、真っ直ぐで清純なケン太のことを想うようになっていき、Z組での生活を楽しんでいくようになる。普段はおとなしいが、ケン太のこととなると時折大胆な行動も取る。
書き下ろし最終回では、カズマ、タクヤ、PTA会長の息子、ヒロたちと共にチビッコ愚連隊を結成。イグドラシルを狙う大人たちと戦っている。
カズマ
Z組二番目の生徒。
その粗暴な性格からZ組へと隔離されたある意味危険人物。子供ながら大人と喧嘩しても臆すことなく十分互角に戦うことが出来、銃（ショットガンなど）も普通にぶっ放せるという恐ろしい小学生。家族構成は不明だが、学校に広まっている噂では父親が人を轢いた殺人鬼であるとも言われている。解体屋に住んでいたためか、メカに関しての腕は一品で、廃品から車を作ったり自転車をチューンしたりと物凄い技術を持っている。その腕っ節の強さは学校中から恐れられており、「奴のパンチにはコシがある！」と言わしめられる。横暴で目付きの悪い少年だが、Z組の中では良識のある方であり、気さくな性格をしている。チエねーさんの大ファン。
広瀬タクヤ
元々は超エリートだったガリ勉少年。
Z組襲撃隊の一人として最初は戦いを挑もうとしたが、スカイボックスのせいで変な方向に巻き込まれ、授業をサボった問題生徒としてZ組入りする。捻じ曲がった性格で、かつ2ちゃんねらーでもあり、チャットを荒らしたり「あぼーん」などの2ちゃんねる用語も発することがあるオタク。最初はZ組に入ってしまったことを快く思っていなかったが、徐々に馴れ合い方を知っていってそこに居場所を得た。タエコのことが好きで、彼女の前では少しおとなしくなったり、嫉妬したりする。良識はある方だが性格に問題があるうえに皮肉屋なため、あまりまともとは言い難い。アメリカザリガニのサラサに嫌われている。
チエ
ケン太の幼なじみで最近子供番組で売れ始めてきたテレビタレント。通称「チエねーさん」。
独特のポーズで「ビシッ！」とキメるのが芸風。それなりに知名度はあり、ヤンキーや敵の戦闘員ですら彼女を知っている。マイナー番組一本なため暇らしい。マネージャーの苗字は鈴井。
結構乱暴で一々ケン太を力一杯ひっぱたいたり、敵の戦闘員をマジ蹴りしたり、ドッジボールでは自分のファンから叩き落していったりする。スリルのある事が好きらしく、モーター婦人との戦いでは非常に大胆な戦いを見せた。マスコミを利用して、ケン太をサポートしてくれたりしたが、好意と想われる描写は描かれなかった。
サラサ
Z組で飼われているアメリカザリガニ。
目付きが悪く、尻尾の先に毒針を持っており、どう考えてもサソリとしか思えないが、ポーズがアメリカンなので、とりあえずザリガニということになっている。いつも世話してくれるタエコに懐いており、Z組に来るなり因縁をつけてきたタクヤを敵視している。

### ハゲタカ組

#### 代表・重役
親分
ハゲタカ組の親分。元々は老人に詐欺まがいの行為を行うゴロツキだったが、後に妻となる女性との出会いによって改心。小さな製薬会社（ハゲタカ組の前身）を営んでまっとうに生きることを選んだ。しかし病気による妻の死により病を憎むようになって、再び裏社会へと立つこととなる。非合法な方法で金を集めてイグドラシル入手に奮闘、不治の病に対抗する最強の万能薬を手に入れようとしていた。性格はかなり丸い人物であり、部下に軽々しく休暇を取らせたり、子供を諭したりなど、ヤクザの親分にしてはのびのびとした人物。
豊田
ハゲタカ組で親分を慕って働くヤクザ。また彼も戦闘員達から兄貴と慕われている。いつもケン太のヘッド（オリジナルイグドラシル）を狙って戦いを挑んでくる。典型的なチンピラで、性格はかなりの短気。また残酷な面が強く、カズマに鼻をへし折られた時は酷く怒り狂ってカズマの鼻を銃で吹き飛ばそうとした。しかし第二話でサラサによって刺され、泡を吹いてからは何話か休業していた。以降も何度か狙いにやってくるが、組織をネオ・ハゲタカ組に乗っ取られてからは、タクヤの家に戦闘員3人と居候するようになる。運動会の話では酔っ払っていたことや居候させてもらっている恩返しもあって、Z組と共闘した。名前の由来はトヨタ自動車。
教授
イグドラシルを研究するハゲタカ組の教授。傲慢でイグドラシルを我が物としようとするマッドサイエンティスト。豊田に重傷を負わせ、ネオ・ハゲタカ組のリーダーとなるが、操れるようになったと妄信したイグドラシルに取り込まれる。

#### 怪人
ファイヤーマン
イグドラシル奪還のために差し向けられたハゲタカ組の怪人。頭が悪く、任務の内容を紙に書かないとわからないというくらい低知能である。消防士の格好をしているが、ホースと思わしきものからは炎を吹く。イグドラシルを奪還するという任務を与えられながら、イグドラシルを燃やそうとしてしまう。一応空も飛べるが、すぐに落ちてしまう。
スカイボックス
イグドラシル奪還のために差し向けられたハゲタカ組の怪人。ファイヤーマンの弟で、本体は小鳥のように小さいが、背負っている飛行ユニットは人を2人乗せられるくらい大きい。普段は礼儀正しく話すが、怒ると口が異常に悪くなる。
アースカッター / 嵐山先生
ハゲタカ組に所属する巨大な図体をした怪人。巨大なチェーンソーを振り回し戦う。ハゲタカ組の中では一番まともな怪人で、親分への忠誠も高い。イグドラシル奪還の際にはアーマーをつけて戦った。その正体はケン太の恩師である嵐山先生で、旅の途中命を落としかけたところを親分によって救われたことから、彼の手伝いをしている。なお、このエピソードからケン太には既に故人と思われていた。
自分の正しいと思ったことは絶対に曲げようとせず、学校の方針で教師達と対立して教師をやめる。その生き様はケン太の生き方に大きく影響を与えている。背中に取り付けられているカプセルにはかつて助けた赤ん坊が収納されている。ちなみに正体は単行本の書き下ろし最終話のみの登場である。その後はケン太を守るため、彼の生徒とともに暮らすようになる。
キラーマンボウ
イグドラシル奪還のために差し向けられたハゲタカ組の怪人。バタ足だけで水面に立てるという特異な特技を持つ。スポーツが大好きだったが、好きすぎて一つに決められず、しかも妙なところにハマってしまい（水泳ならバタ足、サッカーではスローイン）、何故か足を使う部分だけやっていた。そのため足だけが極端な筋肉質という異様な容姿をしている。そのため「なんか気持ち悪い」という理由でオリンピック出場を辞退させられた不遇の人物。普段はマンボウ型のスーツを被っているが、実はそれがビート板のような役目をしていて、それが無いと泳げない。
モーター婦人
イグドラジル奪還のために差し向けられたハゲタカ組の怪人。ただのバイクに顔と大根足がついただけという、チエ曰く「どういう人生を歩めばあそこにたどり着くのかわからない」と言われるような、異様な容姿をしている。高飛車で、チエの事を「コブス」と呼び、それがチエの逆鱗に触れて決闘することとなる。戦いの最中、チキンレースを申し出て両者に爆弾を取り付けるが、敗北して爆散した。

#### 実験体
実験体一号
ハゲタカ組の教授が作ったウーパールーパー型イグドラシル。ケン太と同じくイグドラジルなので、身体を自由自在に変化させられるようだ。暴走したケン太によって倒される。
実験体二号
ハゲタカ組の教授が作ったクモ型イグドラシル。最初は普通のクモサイズだったが、後に巨大化していく。すばやい動きでケン太を翻弄したが、イグドラシルの力を制御できるようになってきたケン太によって倒される。

#### 戦闘員
ハゲタカ組で働く戦闘員。皆メットを被っている。的を射た突っ込みや愚痴を言うある意味一番の常識人と言える。豊田の思想をそのまま受け継いでいるところがあり、やることはちゃんと悪役である。数人いるがそれぞれ家庭を持ったりいろいろとその素性や性格には個性がある。ネオ・ハゲタカ組による反乱以降も、豊田や親分に従う者が3人いた。
ニセチエシスターズ
イグドラシル奪還のために差し向けられたハゲタカ組の3人の戦闘員。趣味でチエの髪型を真似ているが、髪以外はそのままなので正体は一目瞭然である。しかし、ドサクサに紛れてしまうと意外と分かり辛いのか、ケン太は彼らとチエを間違えて手を引いてしまった事がある。これが後に豊田へついていく戦闘員達となったらしい。運動会でも活躍。

### その他
ヒロ
ケン太が初めて担当したと思われる生徒の一人。だが何かしら事情があって学校をやめてしまい、ケン太のトラウマとなっている。しかし連載当初のケン太は新米教師であり、教師生活1年目と言っていることから微妙に設定が食い違っている。イグドラシル闘争の後、ケン太の思いをようやく汲み取ってチビッコ愚連隊の一人となる。
広瀬マコ
タクヤの妹。年の割にはよく出来ている。ヒステリックを起こす母・ヨシ子を見て「芸風が変わった」と嘆く。彼女もまた2ちゃんねる用語を使うときがある。銃声に慣れてしまっている。
広瀬ヨシ子
タクヤ達の母。豊田達に住み着かれ、おかしな境遇に巻き込まれていく。ヒステリックを起こしたときもある。息子がZ組であることを負い目に感じている。
タクヤの父
広瀬家において唯一名前が明かされていない人物。こちらもまた苦労人である。息子とは違い穏やかな父親。
校長
6年Z組を退学させようとしている人物。運動会でケン太と直接対決するも敗北。
山田
ジャージ姿の教師。校長の側近のような存在。運動会に乗じてZ組への嫌がらせを画策する。
PTA会長の息子
タエコがZ組入りするキッカケを作った少年。親父狩りをしていたが警察に追われ、タエコに全ての罪を押し付けることでその場をしのいだ。その後もZ組をかる進撃隊長となり、タクヤを潰そうとするが、ラストではチビッコ愚連隊の一人となっていた。
リン
タエコの元友達で女優の母を持つ。タエコをおもちゃのように扱っており、物事を断れないタエコをいいように利用していた。親父狩りに加わっていた人物の一人。運動会編で相変わらずタエコを利用しようとしたが無言で報復された。
大家さん
ケンタが下宿している所の大家。ケンタを「ヘナチョコ」といった。ケンタが使っている消化装置の消化弾は、もともと彼女が通販で買ったもの。

## 用語集
6年Z組
周りと打ち解けられなかった、あるいは問題を起こした生徒を集めたクラスで、校庭の隅にあるプレハブ小屋の教室。学校としては追い出したいと考えているためイジメやリンチなどが起こっても問題にならない。連載開始当初に確認されている生徒はタエコとカズマだけで、その他の生徒がどうなっているのかは不明である。連載最終話でようやく教室として「6年Z組」のプレートがついた。名前の由来は日産・フェアレディZ。
ハゲタカ組

イグドラシル
万能薬としての効能が期待されている樹木。地球の環境のためには人類を滅亡するのが最適と考えていたためハゲタカ組が回収して利用しようとしていた。しかし輸送中暴走して落下し、大森ケン太に寄生する。

## 書籍情報
1. 2002年11月2日発売[4]ISBN 978-4-06-323956-0
2. 2003年4月2日発売[5]ISBN 978-4-06-323971-3
3. 2003年10月6日発売[6]ISBN 978-4-06-323981-2

新装版
1. 2016年10月21日[7]ISBN 978-4-06-393060-3
2. 2016年11月22日[8]ISBN 978-4-06-393082-5